# Cardeñuela Riopico

Cardeñuela Riopico est un municipio (municipalité ou canton) situé dans le Nord de l’Espagne, dans la comarca (comté ou pays ou arrondissement) de Alfoz de Burgos dans la Communauté autonome de Castille-et-León, province de Burgos. C'est aussi le nom du chef-lieu du municipio.
La population du municipio était de 127 habitants en 2008.
Cardeñuela Riopico est un municipio traversé par le Chemin de Saint-Jacques-de-Compostelle ; ce dernier passe par le chef-lieu ainsi que par la localité de Villaval.

## Démographie
| 1991 |  | 1996 |  | 2001 |  | 2004 |  | 2006 |  | 2008 |
| ---- |  | ---- |  | ---- |  | ---- |  | ---- |  | ---- |
| 70   |  | 78   |  | 101  |  | 94   |  | 106  |  | 127  |

## Culture et patrimoine

### Le Pèlerinage de Compostelle
Par le Camino francés du Pèlerinage de Saint-Jacques-de-Compostelle, le chemin vient de Villalval dans le même municipio de Cardeñuela Riopico.
La prochaine halte est Orbaneja Riopico, également dans le même municipio.

## Sources et références
- (es) Cet article est partiellement ou en totalité issu de l’article de Wikipédia en espagnol intitulé « Cardeñuela Riopico » (voir la liste des auteurs).
- Grégoire, J.-Y. & Laborde-Balen, L. , « Le Chemin de Saint-Jacques en Espagne - De Saint-Jean-Pied-de-Port à Compostelle - Guide pratique du pèlerin », Rando Éditions, mars 2006,  (ISBN 2-84182-224-9)
- « Camino de Santiago St-Jean-Pied-de-Port - Santiago de Compostela », Michelin et Cie, Manufacture Française des Pneumatiques Michelin, Paris, 2009,  (ISBN 978-2-06-714805-5)
- « Le Chemin de Saint-Jacques Carte Routière », Junta de Castilla y León, Editorial Everest.